# Cullen Jones
Cullen Jones (ur. 29 lutego 1984 w Nowym Jorku) – amerykański pływak, dwukrotny mistrz olimpijski, dwukrotny mistrz świata.
Specjalizuje się w pływaniu stylem dowolnym. Do największych sukcesów Amerykanina zalicza się zdobycie dwóch złotych medali na igrzyskach olimpijskich. Pierwszy wywalczył w 2008 roku w Pekinie w sztafecie 4 × 100 m stylem dowolnym. Drugi złoty medal wygrał w 2012 roku w Londynie w sztafecie 4 × 100 m stylem zmiennym. Na igrzyskach w Londynie Jones również dwa razy zdobył srebrny medal, na 50 m stylem dowolnym oraz 4 × 100 m stylem dowolnym.
Na mistrzostwach świata Amerykanin dwa razy, w sztafecie 4 × 100 m stylem dowolnym, wygrywał złoty medal. Po raz pierwszy zwyciężył w 2007 roku w Melbourne, a dwa lata później w Rzymie. W Melbourne ponadto Jones był drugi w wyścigu na 50 m stylem dowolnym.
Podczas mistrzostw świata na krótkim basenie Jones zdobył srebrny i brązowy medal, oba w 2006 roku w Szanghaju. Srebro wywalczył w konkurencji 50 m stylem dowolnym, a brąz w sztafecie 4 × 100 m stylem dowolnym.

## Rekordy świata
| Data             | Miejsce | Konkurencja               | Rezultat    | Status   |
| ---------------- | ------- | ------------------------- | ----------- | -------- |
| 11 sierpnia 2008 | Pekin   | 4 × 100 m stylem dowolnym | 3:08,24 min | aktualny |